# Phrurotimpus mateonus
Phrurotimpus mateonus är en spindelart som först beskrevs av Chamberlin och Willis J. Gertsch 1930.  Phrurotimpus mateonus ingår i släktet Phrurotimpus och familjen flinkspindlar. Inga underarter finns listade i Catalogue of Life.